# Otago
Otago (prononcé en anglais : /əˈtɑːɡoʊ/, en maori de Nouvelle-Zélande : Ōtākou) est une région de Nouvelle-Zélande située au sud-est de l'île du Sud. Recouvrant environ 32 000 km2, elle est par sa superficie la seconde du pays. Elle compte 225 186 habitants en 2018.
Son nom anglais est une anglicisation du nom maori, Ōtākou. Le village d'Ōtākou sur la péninsule d'Otago a servi de base baleinière pendant les premières années de la colonisation européenne sur la côte est du Murihiku (en), aux alentours de 1840.
Les principaux centres urbains sont Dunedin, Oamaru, Balclutha, Alexandra, Queenstown, et Wanaka.

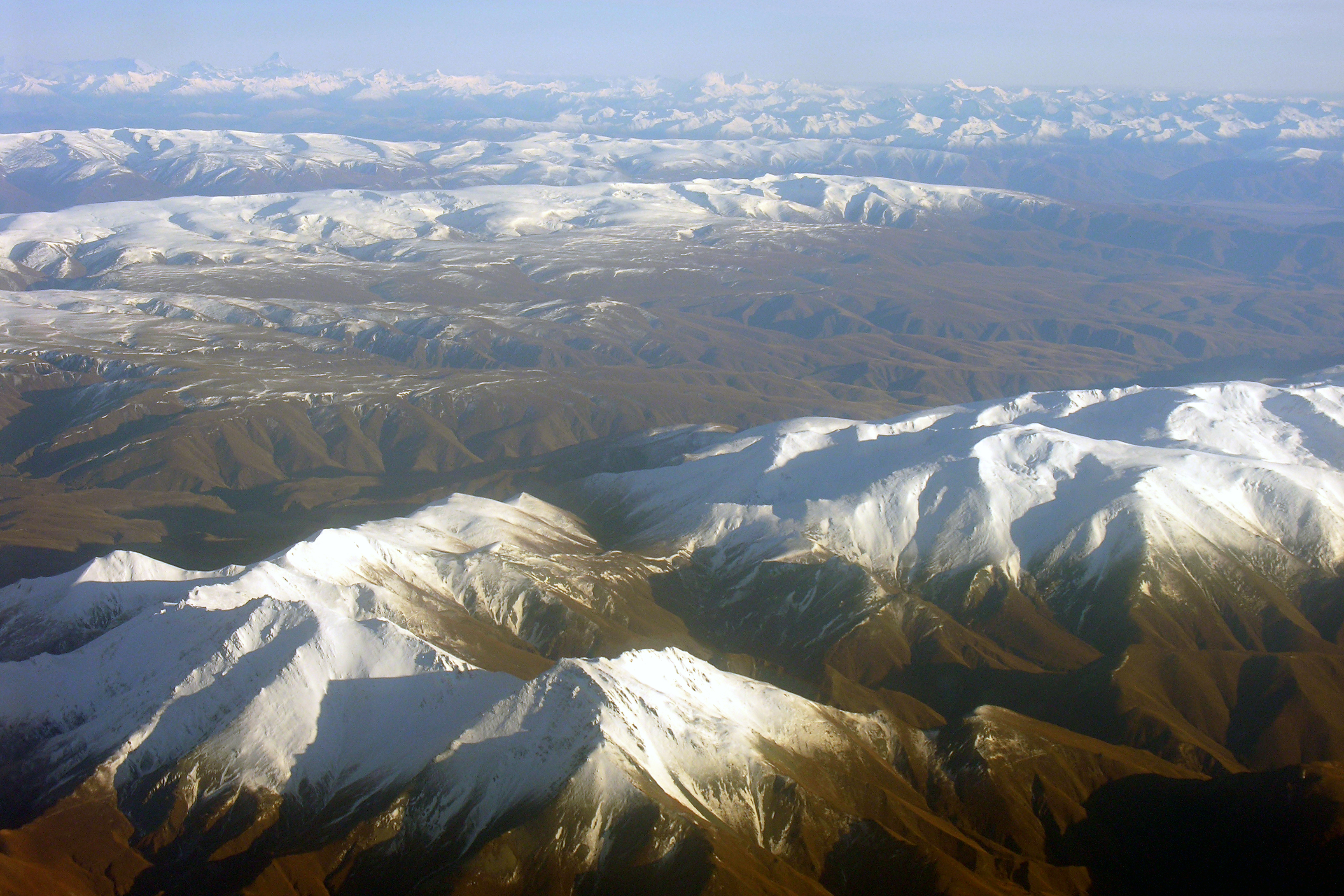
Vue aérienne de l'Otago central.

Kaitangata (en), dans le sud de la région, est une importante source de charbon. Les fleuves Waitaki et Clutha permettent de produire beaucoup d'énergie hydroélectrique. Le centre de la région est connu pour ses vignobles.

## Géographie
À l'ouest de la région s'élèvent les Alpes du Sud, dont le point culminant est le mont Aspiring. De cette montagne, rivières et fleuves se jettent dans de grands lacs. Dans cette partie de l'Otago l'activité glaciaire - ancienne ou récente - a modelé le paysage, créant des vallées en forme de U et des rivières chargées de sédiments. Le niveau des eaux peut changer rapidement, augmentant énormément après de fortes pluies. Les lacs Wakatipu, Wanaka et Lac Hawea forment les sources du Clutha (fleuve), fleuve ayant le plus fort débit de la Nouvelle-Zélande. Il coule dans l'Otago et son embouchure est située près de Balclutha.

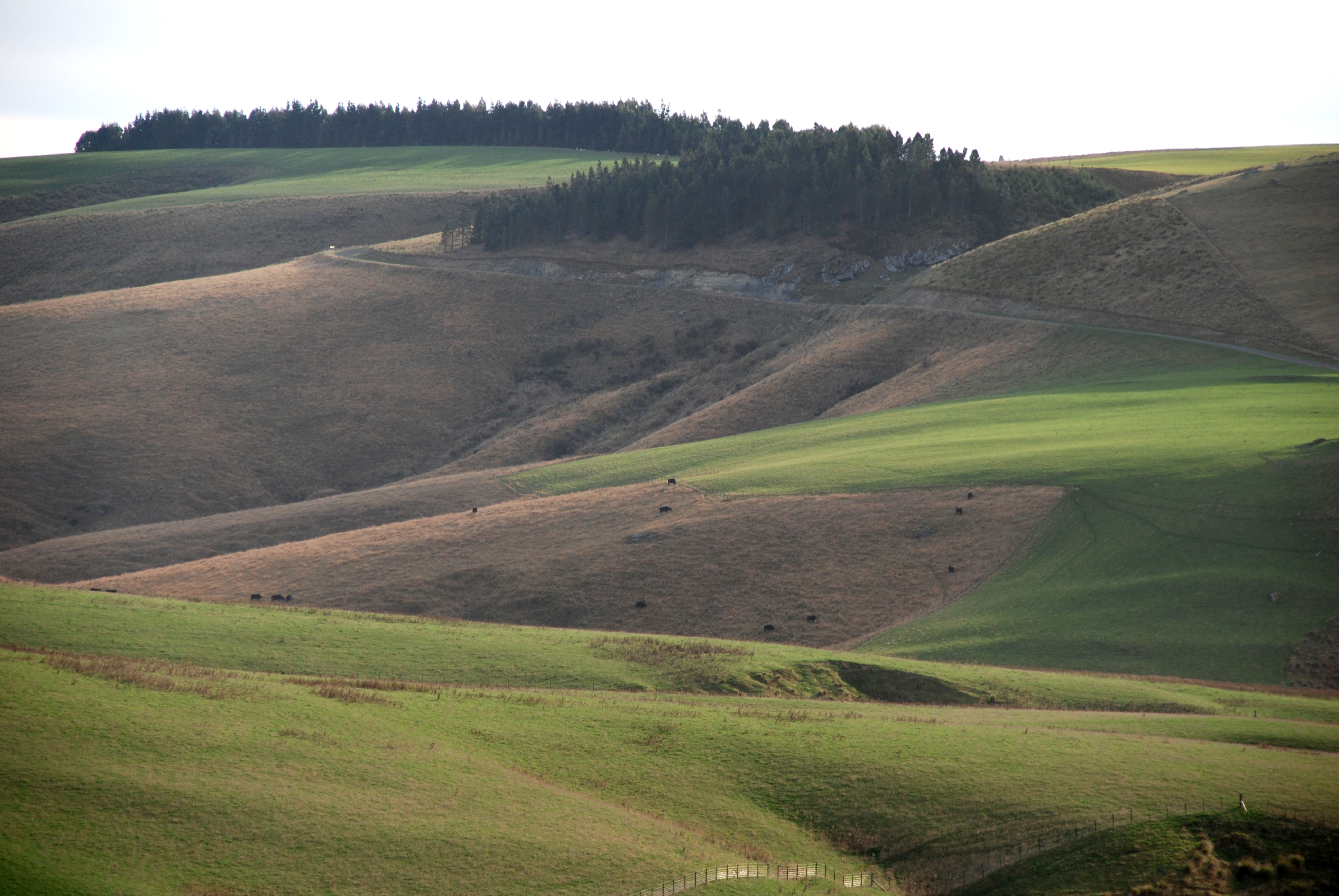
Collines entre Outram et Middlemarch.

Plus à l'est s'étendent les terres plutôt sèches de l'Otago central. Le paysage prédominant est composé de montagnes de micaschiste. Ici les montagnes freinent les effets des forts vents de la région au nord du Canterbury. Les centres urbains les plus importants, dont Alexandra et Cromwell, sont établis dans les bassins entre les montagnes.
Le substrat rocheux de micaschiste se poursuit dans l'est d'Otago. Ailleurs apparaissent des affleurements de basalte. 
Le parc national du mont Aspiring est situé dans l'est de la région.
Les Falaises d'argile d'Omarama situées près de la rive nord de la rivière Ahuriri, sont une attraction touristique de la région dont la plus grande partie est située dans le Parc de conservation d'Ahuriri.

## Histoire
L'établissement d'Otago, financé par la Free Church of Scotland, voit le jour en mars 1848 avec l'arrivée sur la côte de la région de deux navires (le John Wickliffe et le Philip Laing) chargés d'immigrants originaires de Greenock sur le Firth of Clyde. Le capitaine William Cargill (Néo Zélandais) (en), vétéran de la Guerre d'indépendance espagnole, est le premier chef de la colonie. Les citoyens d'Otago l'éliront plus tard surintendant.
L'établissement initial était concentré sur le port et la ville, mais il s'étend lentement, notamment au sud-ouest, où les fertiles plaines de Taieri (en) abriteront des fermes. Dans les années 1860 on assiste à une grande expansion commerciale après la découverte d'or à Gabriel's Gully près de Lawrence par Gabriel Read (en). On vit alors la ruée vers l'or de l'Otago central. Les vétérans des précédentes ruées vers l'or de Californie et d'Australie, ainsi que plusieurs milliers de personnes venus d'Europe, d'Amérique du Nord et de Chine, pressés de faire fortune, s'établissent dans la région.
Cela changea la démographie de la région, jusqu'alors peuplée surtout de presbytériens Écossais. D'autres découvertes d'or à Clyde et à Arrowtown font de la région le centre économique et culturel de la Nouvelle-Zélande. Le premier journal néo-zélandais, le Otago Daily Times, date de cette période.
La province de Southland se sépare de la province d'Otago en 1876 ; toutes deux deviennent alors des régions. L'importance d'Otago décline graduellement.
L'université d'Otago, la première du pays, fut fondée en 1869 à Dunedin.

## Démographie

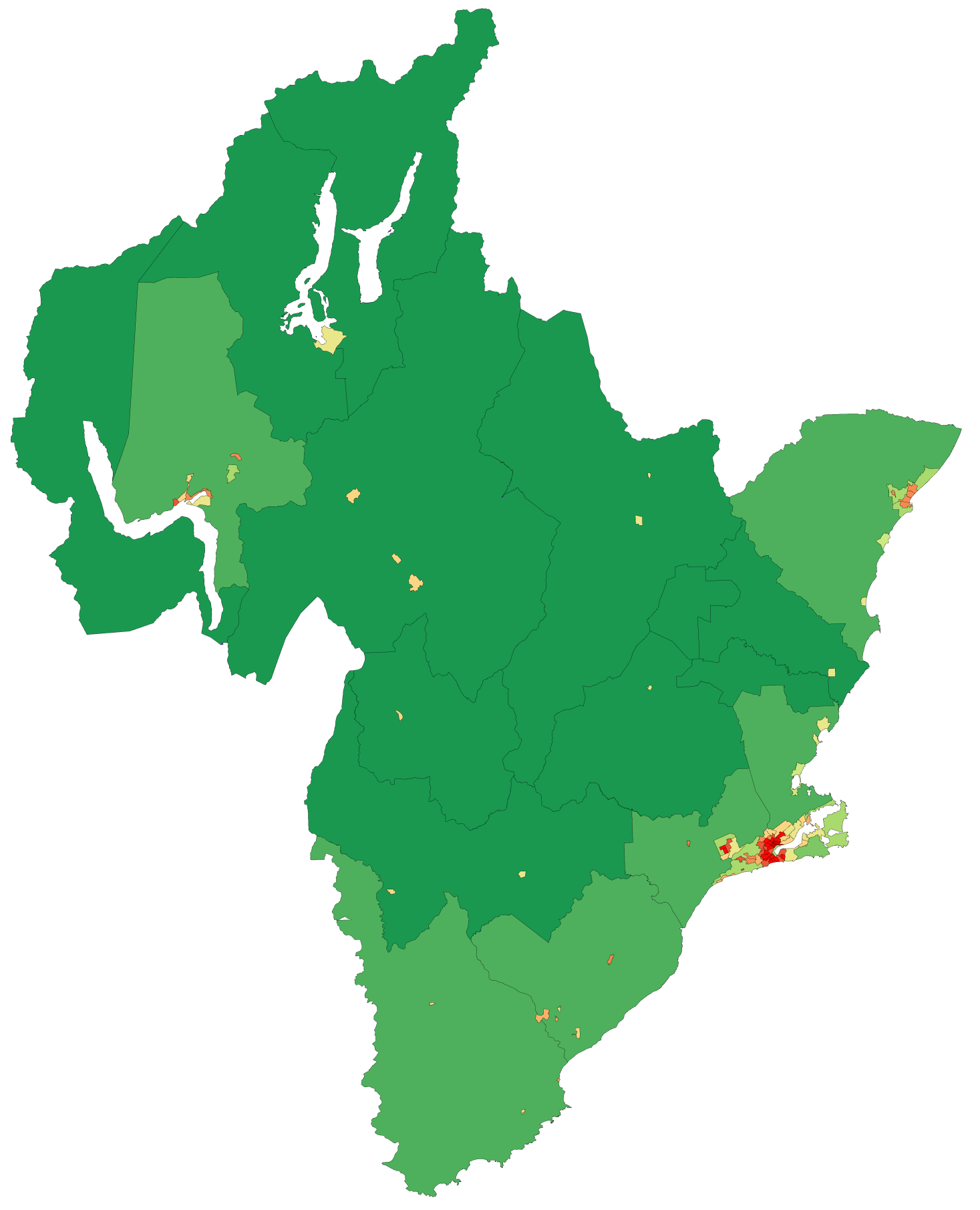
Densités de population en 2006.

| Groupes ethniques                                | Valeurs absolues | %    |
| ------------------------------------------------ | ---------------- | ---- |
| Population                                       | 202 467          | 100  |
| Ethnicité établie                                | 192 585          | 95,1 |
| Européens                                        | 159 093          | 78,6 |
| Métis                                            | 12 852           | 6,3  |
| Asiatiques                                       | 8 706            | 4,3  |
| Maoris                                           | 4 383            | 2,2  |
| Océaniens non-maoris                             | 2 043            | 1,0  |
| Moyens-Orientaux, Latino-Américains et Africains | 1 749            | 0,9  |
| Autres                                           | 3 759            | 1,9  |
| Ethnicité non établie                            | 9 882            | 4,9  |

## Climat
Dans l'Otago central les hivers froids sont suivis d'étés très chauds et secs. C'est la région au climat le plus continental de toute la Nouvelle-Zélande.

## Galerie

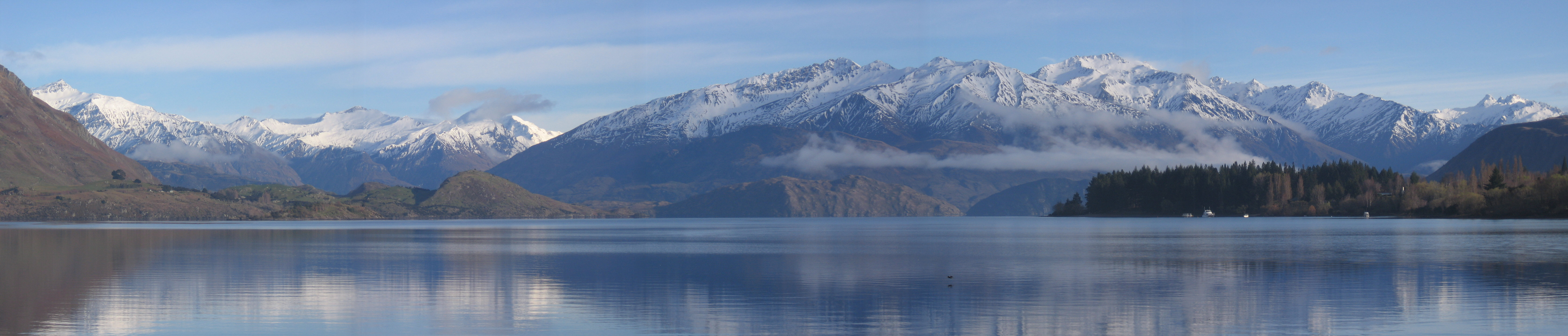
Le lac Wanaka

Le lac Hawea et ses montagnes environnantes, dans l'Otago. Avril 2019.